# Türkiye Radyo Televizyon Kurumu
Türkiye Radyo Televizyon Kurumu (TRT, en català Corporació de Ràdio i Televisió Turca) és la Corporació pública de ràdio i televisió de Turquia. La seva seu és a Ankara i és un dels 23 membres fundadors de la UER (quan era Türkiye Radyolari).

## Història
Abans de la creació de la TRT, Turquia va començar els seus serveis de ràdio el 1927 amb emissions des d'Ankara i Istanbul, el mateix any que va començar a emetre la British Broadcasting Corporation. El 1963 el Govern turc decideix substituir l'anterior ens creat, Türkiye Radyoları, per una Corporació de ràdio i televisió. El 1964 neix TRT, i el 31 de gener de 1968 començaria el servei de televisió des d'Ankara, i fins al 1972 va ser un ens autònom.
Tot i que el servei de ràdio estava establert a Turquia des d'abans de la creació de TRT, la televisió va tenir una lenta implantació al país. No va ser fins a finals de la dècada dels 70 i en els anys 80 quan es va intentar que el servei de televisió tingués cobertura a tot el país. En aquesta mateixa dècada també es van crear altres canals com TRT2 (1986) i TRT3 (1989). TRT va mantenir el monopoli fins al 1993, quan el Govern va esmenar la constitució per permetre la creació de les ràdios i televisions de caràcter comercial i privat.

## Ràdio
TRT té 7 canals a nivell nacional i diversos regionals.
- Radyo 1: Programació de caràcter generalista amb informatius, magazins i programes culturals.
- Radyo 3: Música clàssica, folk, clàssica i altres estils.
- Radyo 4: Música clàssica de caràcter turc.
- TRT FM: Ràdio de caràcter jove amb música actual i butlletins informatius.
- Radyo Haber: Programes informatius.
- Radyo Nağme: Música tradicional (d'art) turca
- Radyo Türkü: Música tradicional (folk) turca

També té la cadena Türkiyenin Sesi (La veu de Turquia) i un canal de caràcter turístic (ambdós per al exterior).

## Televisió
- TRT 1: Canal de caràcter generalista amb una programació dedicada a la producció turca, cinema, informatius, esport, etc.
- TRT 2: Canal dedicat a la cultura i les artes
- TRT HABER: Canal de notícies
- TRT Belgesel: Canal de documentaris
- TRT 3 Spor: Canal dedicat a l'esport i que també emet les sessions del Parlament Turc.
- TRT Çocuk: Emet programació infantil.
- TRT OKUL: Canal d'educació
- TRT TÜRK: Canal pels països turquesos
- TRT Avaz: Canal internacional
- TRT Müzik: Canal de music
- TRT El Arabia: Emet en idioma àrab
- TRT Kurdî: Emet en idioma kurd.
- TRT Diyanet: Canal pels afers religiosos
- TRT HD: Canal HD[4]